# Žiga Mandl
Žiga Mandl (* 13. Januar 1990) ist ein slowenischer Skispringer.

## Werdegang
Mandl gab sein internationales Debüt im Rahmen des FIS Cup am 21. Januar 2006 in seiner Heimat Ljubno. Bereits im ersten Springen verpasste er als Vierter nur knapp das Podium. Auch im zweiten Springen überzeugte er als Siebenter. Trotz dieses Erfolges dauerte es bis zu seinem nächsten Springen auf internationaler Ebene zwei Jahre bis Januar 2008, wo er in Eisenerz als Neunter im FIS Cup erfolgreich war. Bei den beiden folgenden FIS-Springen in Hinterzarten landete er ebenfalls unter den besten zwanzig.
Ab September 2009 startete Mandl fest im Skisprung-Alpencup, konnte aber erst in Seefeld in Tirol im Dezember als Fünfter auf einen vorderen Platz springen. Daraufhin gab er eine Woche später in Engelberg sein Debüt im Skisprung-Continental-Cup. Auf Anhieb feierte er als 28. seinen ersten Punktegewinn. Im Januar wechselte er für zwei Springen in Harrachov zurück in den FIS Cup, bevor er in Kranj als Dritter sein erstes Continental-Cup-Podium erreichte.
Bei den Nordischen Junioren-Skiweltmeisterschaften 2009 in Štrbské Pleso erreichte Mandl Rang 18 im Einzelspringen und mit der Mannschaft Rang fünf im Teamspringen. Die Saison beendete er nach einem 27. und einem 35. Platz in Wisła als 65. der Continental-Cup-Gesamtwertung.
Nachdem er im Sommer 2009 zurück in den Alpencup wechselte, dauerte es bis Ende Januar 2010 in Iron Mountain, als er sein erneutes Comeback im Continental Cup feierte. Mit Rang 18 konnte er auf Anhieb auch wieder unter die besten zwanzig springen. In der Spitze des Feldes konnte sich Mandl jedoch nicht platzieren. So wechselte er im Februar noch einmal in den Alpencup, bevor er kurz darauf im FIS Cup in Szczyrk sein erstes Springen dieser Serie gewinnen konnte.
Bei der folgenden Winter-Universiade 2011 in Erzurum gewann Mandl neben Bronze von der Normal- und der Großschanze die Silbermedaille mit der Mannschaft. Zwei Wochen später startete Mandl wieder im Continental Cup und gewann bei drei von vier Springen Punkte. Die Saison beendete er 
auf dem 83. Platz der Gesamtwertung.
Nach einem durchwachsenen Sommer 2011 startete er verhalten in die Saison 2011/12 mit einem 35. Platz in Rovaniemi. In Almaty überzeugte er jedoch bereits im dritten Springen mit einem achten Platz, bevor er mit dem zweiten Platz im zweiten Springen sein bis dahin bestes Einzelresultat erreichte. Bevor er in Oslo als Dritter im Februar 2012 erneut das Podium bestieg, erreichte er in nahezu allen Springen die Punkteränge und oftmals auch Platzierungen unter den besten zehn. Nachdem er zum Ende der Saison noch einmal zwei vierte Plätze in Predazzo und einen fünften Platz in Kuopio erreicht hatte, gelang ihm in der Gesamtwertung am Ende den dritten Platz zu erreichen.
Auf Grund des Erfolges im Continental Cup, erhielt er für das Skifliegen im Rahmen des Skisprung-Weltcups im März 2012 einen Startplatz in der Qualifikationsgruppe, verpasste aber als 37 den Wettbewerb knapp. In der Saison 2012/13 konnte er an seine Erfolge aus der Vorsaison nicht anknüpfen. Nachdem er zum Auftakt in Lillehammer die Punkteränge deutlich verpasst hatte, gelang ihm in Tschaikowski mit Rang 22 wieder ein Punktegewinn. Bis Januar 2013 gelang Mandl kein Top-10-Platzierung. In Titisee-Neustadt erreichte er mit Rang sieben erstmals wieder einen Platz unter den besten zehn. Zum Saisonende wiederholte er diese Platzierung ein weiteres Mal in Liberec. Die Saison beendete er daraufhin als 34. der Gesamtwertung.

## Erfolge

### Continental-Cup-Platzierungen
| Saison  | Platz | Punkte |
| ------- | ----- | ------ |
| 2008/09 | 065.  | 083    |
| 2009/10 | 099.  | 025    |
| 2010/11 | 083.  | 042    |
| 2011/12 | 004.  | 684    |
| 2012/13 | 034.  | 308    |

### FIS-Cup-Platzierungen
| Saison  | Platz | Punkte |
| ------- | ----- | ------ |
| 2005/06 | 058.  | 086    |
| 2007/08 | 171.  | 051    |
| 2008/09 | 092.  | 055    |
| 2009/10 | 245.  | 002    |
| 2010/11 | 005.  | 308    |
| 2011/12 | 176.  | 022    |
| 2012/13 | 087.  | 061    |